# Good Times Roll
Good Times Roll (с англ. — «Наступают Хорошие Времена») — третий сингл американской рок-группы The Cars с альбома The Cars, вышедший 20 февраля 1979 года на лейбле Elektra Records.
Написанная Риком Окасеком в качестве саркастического комментария к идее рока о хороших временах, песня содержит многослойные гармонии, любезно предоставленные продюсером Ройем Томасом Бейкером. "Good Times Roll" был выпущен в качестве третьего сингла с альбома в 1979 году и занял 41-е место в чартах США. С тех пор она получила положительный приём критиков и появилась на многих сборниках The Cars.

## О сингле
Песня "Good Times Roll", написанная и спетая вокалистом и ритм-гитаристом The Cars Риком Окасеком, была выпущена в качестве третьего сингла с дебютного альбома группы. Окасек написал песню как саркастический комментарий к хорошим временам в рок-музыке, сказав: "Это была моя песня о том, что на самом деле означают хорошие времена в рок-н-ролле, а не о том, какими они должны быть. На самом деле это была своего рода пародия на хорошие времена. Это было как бы совсем не о хороших временах".
"Good Times Roll", как и остальная часть альбома, была спродюсирована Ройем Томасом Бейкером, который отвечал за многослойные гармонии записи. Окасек вспоминал: "Я просто помню, как мы записали "Good Times Roll" в студии в Англии на первом альбоме, и мы услышали бэк-вокал. Я сказал Рою, что, по-моему, это было слишком, слишком много... Но вы знаете, позже это вошло у меня в привычку, и это звучало так гладко. Это был приятный процесс, потому что Рою, знаете ли, посчастливилось иметь машину с 40 дорожками... так что он мог бы много наслоить вокал".
Песня начинается с электронных барабанов и гитарного риффа, к которым вскоре присоединяется ведущий вокал Окасека и синтезаторы клавишника Грега Хоукса. В песне, в частности, есть строчка "Let them brush your rock 'n' roll hair" (с англ. — «Позволь им расчесать твои рок-н-ролльные волосы»); когда его спросили, была ли эта строчка одноразовой, Окасек ответил: 'По-моему, нет. Это как "пусть они делают всё, что хотят'".

## Выпуск
Песня была выпущена в качестве третьего и последнего сингла с альбома The Cars в феврале 1979 года с "All Mixed Up" на стороне Б. Сингл достиг 41-го места в чарте Billboard Hot 100, показав несколько худшие результаты, чем его предшественники "Just What I Needed" и "My Best Friend’s Girl".
Из девяти треков на The Cars "Good Times Roll" была единственной песней, демо-запись которой не была найдена во время компиляции переиздания The Cars: Deluxe Edition 1999 года. Вместо этого концертная версия "Good Times Roll" включена вместе с демо-версиями других восьми треков.
"Good Times Roll" была включена в несколько антологий The Cars, включая "Greatest Hits" 1985 года, "Just What I Needed: The Cars Anthology" 1995 года и "Complete Greatest Hits" 2002 года.

## Приём
"Good Times Roll" в целом получил положительные отзывы критиков. Грег Прато из AllMusic описал песню как один из "знакомых хитов" на The Cars и назвал её изюминкой. Cashbox сказали, что это "отличительный и впечатляющий трек" с "широким припевом и ритмами стаккато". В обзоре The Cars от Billboard отметили "Good Times Roll" как одну из лучших композиций, в то время как Джейми Уэлтон, автор 1001 Albums You Must Hear Before You Die, описал песню как "жемчужину новой волны". Rolling Stone назвал песню одной из "основных песен Окасека", похвалив "жёсткую среднетемповую стойку, громкий бэк-вокал и стилизованное пение Окасека" в песне. Ultimate Classic Rock назвали песню пятой лучшей песней The Cars, назвав её "одной из лучших сайд-треков за всю историю". Песня также была признана лучшей группой и Риком Окасеком по версии The New York Times, Esquire и Inquisitr. Журнал Billboard посчитал, что "угрюмое звучание" придало "приятный циничный оттенок" тексту песни о хороших временах.

## Другие появления
- "Good Times Roll" использовалась в саундтреках к нескольким фильмам, включая "Уондерленд" 2003 года, "Между Небом и Землёй" 2005 года и "Каждому Своё" 2016 года[8].

## Список композиций
Слова и музыка всех песен — Рик Окасек.
| №  | Название                                                  | Основной вокал | Длительность |
| -- | --------------------------------------------------------- | -------------- | ------------ |
| 1. | «Good Times Roll» (с англ. — «Наступают Хорошие Времена») | Окасек         | 3:44         |

| №  | Название                                   | Основной вокал | Длительность |
| -- | ------------------------------------------ | -------------- | ------------ |
| 1. | «All Mixed Up» (с англ. — «Всё Смешалось») | Бенджамин Орр  | 4:14         |

## Участники записи
- Рик Окасек — вокал (Good Times Roll), ритм-гитара, бэк-вокал (All Mixed Up)
- Бенджамин Орр — вокал (All Mixed Up), бас-гитара, бэк-вокал (Good Times Roll)
- Эллиот Истон — соло-гитара, бэк-вокал
- Дэвид Робинсон — ударные, перкуссия, Syndrum, бэк-вокал
- Грег Хоукс — клавишные, перкуссия, саксофон (на "All Mixed Up"), бэк-вокал

## Чарты
| Чарт (1979)                | Наивысшая позиция |
| -------------------------- | ----------------- |
| Канада (RPM Top Singles)   | 74                |
| США (Billboard Hot 100)    | 41                |
| US Cashbox Top 100 Singles | 60                |